# Scheepsvoortstuwing

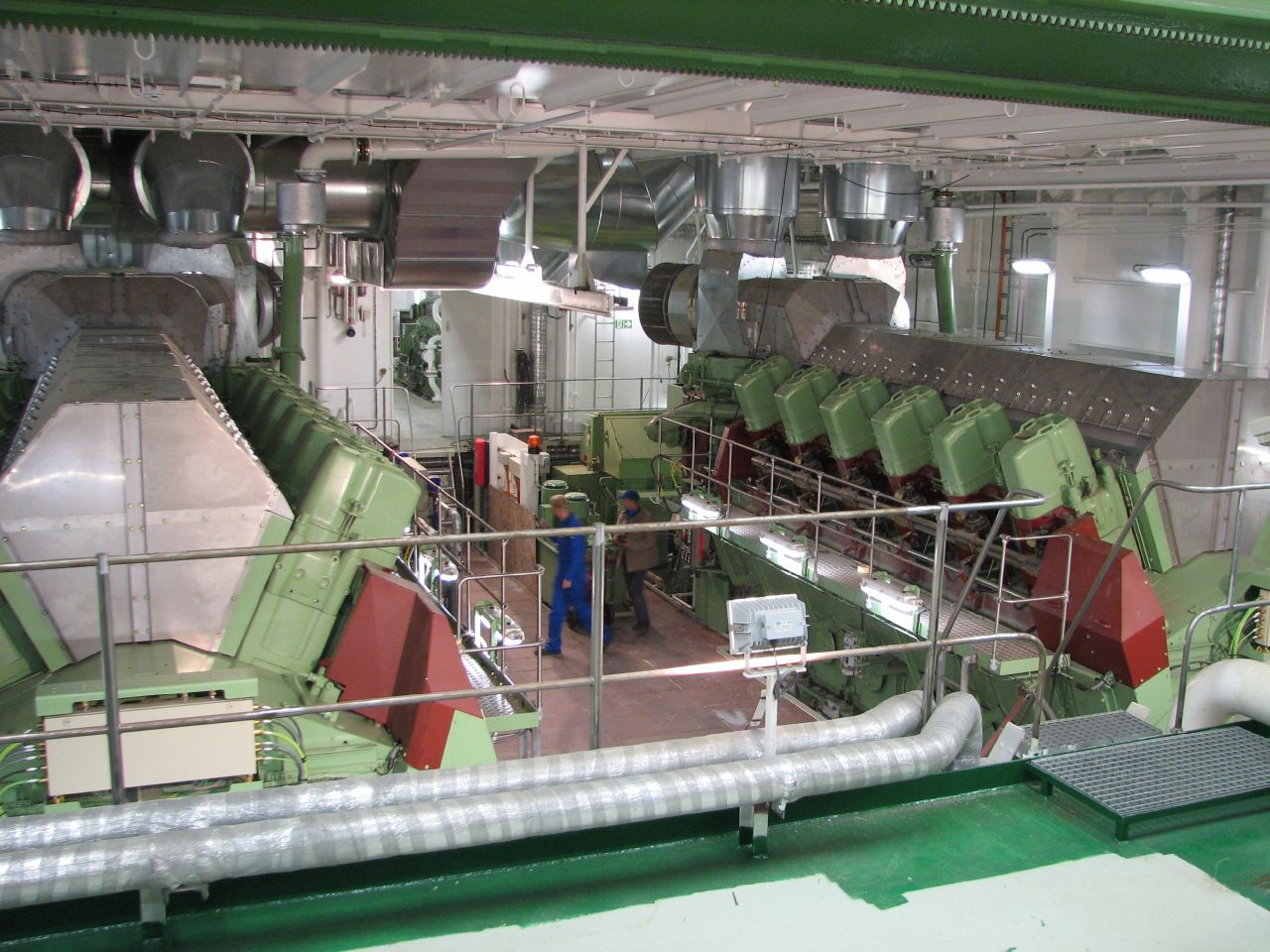
Twee dieselmotoren in de machinekamer van een groot schip

Scheepsvoortstuwing is de "aandrijving" van een schip. Dit kan door natuurlijke voortstuwing (vooral zeilen), menselijke spierkracht (vooral roeien) en mechanische methoden waarbij brandstof of kernenergie wordt gebruikt. Sommige schepen zijn ingericht voor meerdere voortstuwingsmethoden, zoals zeilen en een dieselmotor, of zeilen en roeien.
Tegenwoordig is de belangrijkste manier van voortstuwen de dieselmotor.

## Natuurlijke voortstuwing
De natuurlijke voortstuwing is met name door wind, maar kan ook zijn door stroming.

### Voortstuwing door wind
Zeilen is een techniek van voortbeweging door windkracht.
Nieuw is de toepassing van SkySails op grote containerschepen en vissersschepen, dit systeem heeft het meeste weg van een soort grote kite die het schip met windkracht voorttrekt. Hiermee kan een brandstofbesparing van 10 tot 35% worden gerealiseerd.

### Voortstuwing door zwaartekracht
Bij stevelen wordt gebruik te maken het verhang van rivieren.

## Spierkracht
Spierkracht is niet alleen roeien, maar er zijn ook methodes zoals wrikken, bomen, peddelen en truilen.

## Mechanische voortstuwing
Voor mechanische voortstuwing wordt voor de energie meestal brandstof, en soms kernenergie gebruikt. Een machine zet de energie om in arbeid.

### Stoom
Stoom is nodig om een stoommachine of stoomturbine arbeid op te laten wekken.
Er zijn verschillende methodes om stoom op druk te brengen. De basis voor deze druk is een bepaalde temperatuur. Deze wordt verkregen uit een warmtebron. Voor deze warmtebron zijn er door de jaren heen verschillende methodes gevonden. De meest bekende is met kolen. Dit is echter een zeer arbeidsintensief proces. Een volgende ontwikkeling was stookolie. Deze werd met een pomp toegevoerd aan de ketels. Het was zelfs mogelijk kolengestookte ketels om te bouwen naar oliegestookte ketels. Met deze stoom werd vroeger een stoommachine aangedreven, later werden dit stoomturbines.
In de lpg- en lng-gastankers wordt de eigen lading gebruikt om de energie voor de voortstuwing op te wekken. Normaal gesproken werd een deel van de lading afgeblazen om zo te voorkomen dat er een te grote druk in de tanks ontstaat.
Tegenwoordig is het stoombedrijf grotendeels vervangen door het dieselbedrijf, waardoor stoom als ouderwets wordt gezien. Door het lage rendement is opwekking door steenkool en stookolie achterhaald, maar bij de eerder genoemde tankvaart is het desondanks toch (tot voor kort) rendabeler geweest om stoom toe te passen. Maar ook nucleair aangedreven schepen maken gebruik van stoom. Hierbij wordt de warmte opgewekt door de kernsplitsing gebruikt om stoom te vormen.

### Elektriciteit
Elektriciteit wordt opgewekt met een generator die mechanische energie omzet in elektrische energie die een elektromotor kan aandrijven. Elektriciteit is in dat geval een tussenvorm van energie. Elektriciteit zou de hoofdvorm van energie zijn als gebruikgemaakt wordt van een brandstofcel. Dit is echter anno 2015 nog geen toegepaste vorm in de scheepvaart.

### Hydrauliek
Hydrauliek is ook een energie in een tussenvorm. Deze wordt meestal als noodaandrijving gebruikt op (kleine) tankers. Tankers hebben namelijk, vanwege het explosie gevaar in de tanks, een hydraulische aandrijving van ladingpompen. Omdat dit systeem al is uitgerust met krachtige hydraulische pompen, is het geen grote investering om dit systeem ook te gebruiken voor een beperkte voortstuwing. Immers, de pompen worden aangedreven door elektromotoren, die weer worden aangedreven door elektriciteit. Dit wordt weer gevoed door de hulpmotoren. Het rendement is dus lager dan een goed functionerende hoofdmotor. Het nut van dit systeem is dan ook alleen zelf het schip naar een haven varen in het geval van een fatale motorstoring, waardoor een sleepboot of berger wordt uitgespaard.

## Omzetten naar arbeid
De energie die is opgewekt, moeten worden omgezet naar arbeid. Bij stoom bestaat de keuze uit een stoomturbine of een stoommachine. Bij elektriciteit moet een elektromotor gebruikt worden en in het geval van een hydraulisch systeem een hydromotor.

### Interne verbrandingsmotor
De dieselmotor is, net als de benzinemotor, van het type interne verbrandingsmotor. Dit houdt in dat dit een zeer rendabele machine is, omdat zowel de energie als de arbeid in één proces wordt opgewekt, wat ervoor zorgt dat er geen verlies is door het transport van energie. Ook gasturbines vallen onder interne verbrandingsmotoren.

## Uiteindelijke voortstuwing
Naast het opwekken van de arbeid moet deze ook worden overgezet in een beweging van het schip. Dit wordt meestal gedaan door het verplaatsen van water. Ook zijn er voorbeelden bekend dat er gebruik wordt gemaakt van de verplaatsing van lucht, bij bijvoorbeeld hovercrafts of moeras boten. Ook wordt er weleens gebruikgemaakt van een kabel, bij bijvoorbeeld een kabelpont (zie ook veerpont).

### Verplaatsen van water
De meest voorkomende manier van het verplaatsen van water is door middel van een schroef. Ook is er een tijd gebruikgemaakt van een rad. Dit werd toegepast op raderstoomboten. Een wendbaar systeem is de Voith-Schneider-propeller. Een middel dat vooral op snelle schepen en boten wordt toegepast is de waterjet.

## Rendement
Een drijvend lichaam dat door het water wordt gesleept met snelheid Vs ondervindt een weerstand Rt. Dit komt overeen met het sleepvermogen PE:
{\displaystyle P_{E}=R_{t}\cdot V_{s}}
Bij schepen met schroefvoortstuwing is dit vermogen niet gelijk aan het vermogen aan de schroef PD door verlies van de schroef en de invloed van de romp. Het verschil is de voortstuwingscoëfficiënt (quasi-propulsive efficiency) ηD:
{\displaystyle \eta _{D}={\frac {P_{E}}{P_{D}}}=\eta _{0}\cdot \eta _{H}\cdot \eta _{R}}
waarbij:
η0 open-waterschroefrendement (propeller efficiency)
ηH invloedscoëfficiënt (hull efficiency)
ηR overgangscoëfficiënt (relative rotative efficiency)
Daarnaast treedt bij de schroefas een vermogensverlies op:
{\displaystyle \eta _{S}={\frac {P_{D}}{P_{B}}}} asrendement ( shaft efficiency)
waarbij PB het vermogen aan het vliegwiel (brake power) is.
Indien er een overbrenging via een tandwielkast is, is ook hier sprake van vermogensverlies, wat uitgedrukt wordt met het tandwielkastrendement (gearing efficiency) ηG.
Het voortstuwingsrendement (propulsive efficiency) ηP kan dan geschreven worden als:
{\displaystyle \eta _{P}={\frac {P_{E}}{P_{B}}}=\eta _{0}\cdot \eta _{H}\cdot \eta _{R}\cdot \eta _{S}\cdot \eta _{G}}

## Geschiedenis
Gedurende het grootste deel van de geschiedenis is gebruikgemaakt van natuurlijke voortstuwing. Hierbij werd meestal gebruikgemaakt van de wind, door middel van zeilen. Ook werd dit veel gecombineerd door spierkracht. Tijdens de industriële revolutie is de mechanische voortstuwing naar voren gekomen. Gedurende een lange tijd heeft stoom een belangrijke rol gespeeld in de zeevaart. Zelfs na de uitvinding van de dieselmotor bleef men stoom gebruiken. Dit kwam doordat er met dieselmotoren nog niet zoveel vermogen kon worden opgewekt als met een stoom systeem. Nog wordt er tegenwoordig voor zeer grote vermogens stoom gebruikt, zoals in gascentrales.
Door de jaren heen is echter toch de dieselmotor de meest gebruikte krachtbron geworden in de scheepvaart. Dit omdat ze steeds meer vermogen konden opwekken, tegen een hoger rendement. Zo is tegenwoordig de dieselmotor de standaard in de scheepvaart en wordt stoom alleen nog gebruikt in uitzonderlijke gevallen.
Stoom wordt nog wel vaak gebruikt in het hulpbedrijf van een schip, waarbij er warmte uit de uitlaatgassen van de hoofdmotor wordt onttrokken, voor verwarmingsdoeleinden. Bij oudere schepen wordt deze stoom ook nog eens gebruikt voor het opwekken van elektriciteit, maar dat komt tegenwoordig steeds minder voor. Dit vanwege hoge investeringskosten, meer warmtevraag van hulpsystemen en de komst van thermische olie-systemen.